# ماريا دي ميديروس
ماريا دي ميديروس (بالفرنسية: Maria de Medeiros)‏ (و. 1965 – م) هي ممثلة، ومخرجة سينمائية، وكاتبة سيناريو، ومغنية من البرتغال . ولدت في لشبونة.

## التعليم
تعلمت في المعهد الوطني العالي للفنون الدرامية ‏

## جوائز
حصلت على جوائز منها:
- كأس فولبي لأفضل ممثلة [الإنجليزية]‏
- فارس وسام الفنون والآداب
- جائزة جيرارد فيليب  [لغات أخرى]‏
- Knight of the Military Order of Saint James of the Sword ‏.

## روابط خارجية
- ماريا دي ميديروس على موقع IMDb (الإنجليزية)
- ماريا دي ميديروس على موقع روتن توميتوز (الإنجليزية)
- ماريا دي ميديروس على موقع قاعدة بيانات الأفلام العربية
- ماريا دي ميديروس على موقع ألو سيني (الفرنسية)
- ماريا دي ميديروس على موقع ميوزك برينز (الإنجليزية)
- ماريا دي ميديروس على موقع تيرنر كلاسيك موفيز (الإنجليزية)
- ماريا دي ميديروس على موقع أول موفي (الإنجليزية)
- ماريا دي ميديروس على موقع قاعدة بيانات الأفلام السويدية (السويدية)
- ماريا دي ميديروس على موقع إن إن دي بي (الإنجليزية)
- ماريا دي ميديروس على موقع أول ميوزيك (الإنجليزية)